# Phrissomidius guineensis
Phrissomidius guineensis är en skalbaggsart som beskrevs av Stefan von Breuning 1939. Phrissomidius guineensis ingår i släktet Phrissomidius och familjen långhorningar.
Artens utbredningsområde är Sierra Leone. Inga underarter finns listade i Catalogue of Life.